# Kwara
Kwara är en delstat i västra Nigeria, gränsande till Benin i väster. Den bildades 1967 och har därefter bitvis förlorat delar till de angränsande delstaterna Benue, Kogi och Niger. Befolkningen uppgick till cirka 2,4 miljoner invånare vid folkräkningen 2006.

## Administrativ indelning
Delstaten är indelad i sexton local government areas:
- Asa
- Baruten
- Edu
- Ekiti
- Ifelodun
- Ilorin East
- Ilorin South
- Ilorin West
- Irepodun
- Isin
- Kaiama
- Moro
- Offa
- Oke-Ero
- Oyun
- Pategi